# Darijan Božič
Pour les articles homonymes, voir Božič.
Darijan Božič, né le 29 avril 1933 à Slavonski Brod (alors dans le royaume de Yougoslavie, aujourd’hui en Croatie) et mort le 26 octobre 2018, est un compositeur  et chef d'orchestre yougoslave puis slovène.

## Biographie
Darijan Božič est le fils d’Ivo et Ana Nuša, il est le cadet de deux enfants. Il a sept ans quand sa famille s’installe à Ljubljana.
Il rejoint l’Académie de musique de Ljubljana, terminant ses études avec Lucijan Marija Škerjanc (composition) en 1958 et avec Danilo Švara (sl) (direction d’orchestre) en 1961. Il devient membre du groupe de compositeurs Pro Musica Viva en 1962 et remporte le prix Prešern de l’Académie de Ljubljana. Peu après, il est chef d’orchestre assistant de la Compagnie nationale de théâtre, opéra et ballet de Ljubljana. De 1970 à 1974, il est directeur artistique de l’Orchestre symphonique slovène. Entre 1980 et 1995, il enseigne à l’université de Ljubljana et à l’université de Maribor. En 1995, il devient manager et directeur artistique de la Compagnie nationale de théâtre, opéra et ballet de Ljubljana. Il prend sa retraite en 1998.

## Œuvres
Darijan Božič a composé des symphonies, des opéras, des ballets, de la musique de chambre et un Requiem.